# Кіт
Кіт (Felis) — рід хижих ссавців родини котових (Felidae). У деяких старіших системах класифікації до нього зараховували всіх представників малих кішок (Felinae), проте зараз безпосередньо до роду відносяться лише кілька видів невеликих тварин, що мешкають у Євразії та Африці.
Найвідомішим представником цього роду є свійський кіт — підвид кота степового.
За розміром найменшим представником роду є вид мураховий тигр довжина тіла і голови якого становить від 38 до 44 см. Найбільшим є кіт очеретяний із довжиною тіла і голови від 62 до 76 см.
Види котів (Felis) мешкають у широкому різновиді природних середовищ, від болотяних до пустель, і харчуються здебільшого малими мишоподібними, птахами й іншими дрібними тваринами.
Генетичні дослідження показують, що Кіт (Felis), Манул (Otocolobus) і Азійський кіт (Prionailurus) походять від Євразійського прародителя, що існував близько 6,2 мільйонів років тому, і що види Котів розділилися від 3,04 до 0.99 мільйонів років тому.

## Етимологія
Праслов. *kotъ, можливо, запозичене з лат. cattus — прямо або через германське посередництво; подібна назва для кота існує й у не індоєвропейських мовах (араб. qitt — «кіт»), що дає підставу розглядати цю назву як давнє мандрівне слово суспільно-етнічних культур Європи й Азії.

## Види та підвиди
Рід Кіт
- вид Кіт очеретяний (Felis chaus)
  - підвид Felis chaus chaus Schreber, 1777
  - підвид Felis chaus affinis Gray, 1830
  - підвид Felis chaus fulvidina Thomas, 1928
- вид Кіт чорноногий (Felis nigripes)
- вид Кіт барханний (Felis margarita)
  - підвид Felis margarita margarita Loche, 1858
  - підвид Felis margarita thinobia (Ognev, 1927)
- вид Кіт степовий (Felis lybica)
  - підвид Felis lybica lybica Forster, 1780
  - підвид Кіт свійський (Felis lybica catus Linnaeus, 1758)
    - популяція корсиканський дикий кіт

  - підвид Felis lybica cafra Desmarest, 1822
  - підвид Felis lybica ornata Gray, 1830
- вид Кіт китайський (Felis bieti)
- вид Кіт лісовий (Felis silvestris)
  - підвид Кіт лісовий європейський (Felis silvestris silvestris Schreber, 1777)
  - підвид Кіт лісовий кавказький (Felis silvestris caucasica Satunin, 1905)

Викопні види:
- †Felis attica
- †Felis lunensis

### Розповсюдження
Згідно з рекомендаціями Цільової групи з класифікації котів (англ. Cat Classification Task Force), що входить до складу Групи фахівців з котів МСОП (англ. IUCN Cat Specialist Group), до роду Felis належить сім сучасних видів, перелічених нижче. Передбачувані дати генетичної дивергенції видів вказані відповідно до результатів аналізу сегментів генів аутосом, xДНК, Y-ДНК та мтДНК 2006 року. 
У 2007 році генетики, які вивчали мітохондріальну ДНК котячих, назвали іншу дату розходження ліній Felis bieti та Felis silvestris (включаючи домашню кішку як підвид F. s. catus): 230 тис. років тому.
Інколи виділяється вимерлий вид Felis lunensis Мартеллі, 1906, відомий за викопними рештками з пліоценових та плейстоценових відкладень Угорщини та Італії; він є можливим безпосереднім предком сучасного лісового кота і деякими авторами розглядається як його підвид (Felis silvestris lunensis).
Вимерлий вид Felis attica Вагнер, 1857 з міоцену Греції у 2012 році було запропоновано віднести до власного роду Pristifelis.
Келласька кішка є гібридом між домашньою кішкою та європейським лісовим котом, що зустрічається в Шотландії.
Корсиканський дикий кіт вважається таким, що був інтродукований на Корсику до початку 1-го тисячоліття. Генетичне дослідження дюжини особин показало, що вони тісно пов'язані з африканським диким котом, який походить з Близького Сходу.
| Вид                                                                                            | Ілюстрація | Охоронний статус МСОП та поширення |
| ---------------------------------------------------------------------------------------------- | ---------- | ---------------------------------- |
| Домашня кішка (Felis catus Linnaeus, 1758)                                                     |            | Не охороняється (одомашнена).      |
| Лісовий кіт (Felis silvestris Schreber, 1777) - Гілка відхилилась 1,62—0,59 млн років тому     |            | [ 21 ]                             |
| Очеретяний кіт (Felis chaus Schreber, 1777) - Гілка відхилилась 4,88—2,41 млн років тому       |            | [ 22 ]                             |
| Степовий кіт (Felis lybica Forster, 1780) - Гілка відхилилась 1,86—0,72 млн років тому         |            | [ 23 ]                             |
| Чорноногий кіт (Felis nigripes Burchell, 1824) - Гілка відхилилась 4,44—2,16 млн років тому    |            | [ 24 ]                             |
| Бархановий кіт (Felis margarita Loche, 1858) - Гілка відхилилась 3,67—1,72 млн років тому      |            | [ 25 ]                             |
| Китайська кішка (Felis bieti Milne-Edwards, 1892) - Гілка відхилилась 1,86—0,72 млн років тому |            | [ 26 ]                             |

### Філогенія
Філогенетичне древо роду Felis

|  | Felis lybica — Кіт степовий                                                                     |
|  |                                                                                                 |
|  | \| \| Felis bieti — Кіт китайський \| \| \| \| \| \| Felis silvestris — Кіт лісовий \| \| \| \| |
|  |                                                                                                 |
|  | Felis bieti — Кіт китайський                                                                    |
|  |                                                                                                 |
|  | Felis silvestris — Кіт лісовий                                                                  |
|  |                                                                                                 |

|  | Felis bieti — Кіт китайський   |
|  |                                |
|  | Felis silvestris — Кіт лісовий |
|  |                                |

|  | Felis lybica — Кіт степовий                                                                     |
|  |                                                                                                 |
|  | \| \| Felis bieti — Кіт китайський \| \| \| \| \| \| Felis silvestris — Кіт лісовий \| \| \| \| |
|  |                                                                                                 |
|  | Felis bieti — Кіт китайський                                                                    |
|  |                                                                                                 |
|  | Felis silvestris — Кіт лісовий                                                                  |
|  |                                                                                                 |

|  | Felis bieti — Кіт китайський   |
|  |                                |
|  | Felis silvestris — Кіт лісовий |
|  |                                |

|  | Felis lybica — Кіт степовий                                                                     |
|  |                                                                                                 |
|  | \| \| Felis bieti — Кіт китайський \| \| \| \| \| \| Felis silvestris — Кіт лісовий \| \| \| \| |
|  |                                                                                                 |
|  | Felis bieti — Кіт китайський                                                                    |
|  |                                                                                                 |
|  | Felis silvestris — Кіт лісовий                                                                  |
|  |                                                                                                 |

|  | Felis bieti — Кіт китайський   |
|  |                                |
|  | Felis silvestris — Кіт лісовий |
|  |                                |

|  | Felis lybica — Кіт степовий                                                                     |
|  |                                                                                                 |
|  | \| \| Felis bieti — Кіт китайський \| \| \| \| \| \| Felis silvestris — Кіт лісовий \| \| \| \| |
|  |                                                                                                 |
|  | Felis bieti — Кіт китайський                                                                    |
|  |                                                                                                 |
|  | Felis silvestris — Кіт лісовий                                                                  |
|  |                                                                                                 |

|  | Felis bieti — Кіт китайський   |
|  |                                |
|  | Felis silvestris — Кіт лісовий |
|  |                                |

|  | Felis lybica — Кіт степовий                                                                     |
|  |                                                                                                 |
|  | \| \| Felis bieti — Кіт китайський \| \| \| \| \| \| Felis silvestris — Кіт лісовий \| \| \| \| |
|  |                                                                                                 |
|  | Felis bieti — Кіт китайський                                                                    |
|  |                                                                                                 |
|  | Felis silvestris — Кіт лісовий                                                                  |
|  |                                                                                                 |

|  | Felis bieti — Кіт китайський   |
|  |                                |
|  | Felis silvestris — Кіт лісовий |
|  |                                |

|  | Felis lybica — Кіт степовий                                                                     |
|  |                                                                                                 |
|  | \| \| Felis bieti — Кіт китайський \| \| \| \| \| \| Felis silvestris — Кіт лісовий \| \| \| \| |
|  |                                                                                                 |
|  | Felis bieti — Кіт китайський                                                                    |
|  |                                                                                                 |
|  | Felis silvestris — Кіт лісовий                                                                  |
|  |                                                                                                 |

|  | Felis bieti — Кіт китайський   |
|  |                                |
|  | Felis silvestris — Кіт лісовий |
|  |                                |

|  | Felis lybica — Кіт степовий                                                                     |
|  |                                                                                                 |
|  | \| \| Felis bieti — Кіт китайський \| \| \| \| \| \| Felis silvestris — Кіт лісовий \| \| \| \| |
|  |                                                                                                 |
|  | Felis bieti — Кіт китайський                                                                    |
|  |                                                                                                 |
|  | Felis silvestris — Кіт лісовий                                                                  |
|  |                                                                                                 |

|  | Felis bieti — Кіт китайський   |
|  |                                |
|  | Felis silvestris — Кіт лісовий |
|  |                                |

|  | Felis lybica — Кіт степовий                                                                     |
|  |                                                                                                 |
|  | \| \| Felis bieti — Кіт китайський \| \| \| \| \| \| Felis silvestris — Кіт лісовий \| \| \| \| |
|  |                                                                                                 |
|  | Felis bieti — Кіт китайський                                                                    |
|  |                                                                                                 |
|  | Felis silvestris — Кіт лісовий                                                                  |
|  |                                                                                                 |

|  | Felis bieti — Кіт китайський   |
|  |                                |
|  | Felis silvestris — Кіт лісовий |
|  |                                |

## Психологія
Деякі рослини, наприклад, валеріана або котяча м'ята, виділяють речовини, які впливають на кішок (особливо на самців) наркотичним шляхом. Проте не всі коти реагують на їхній запах, і не на всіх ці рослини впливають однаково. У деяких котів валеріана може викликати отруєння.

## Галерея

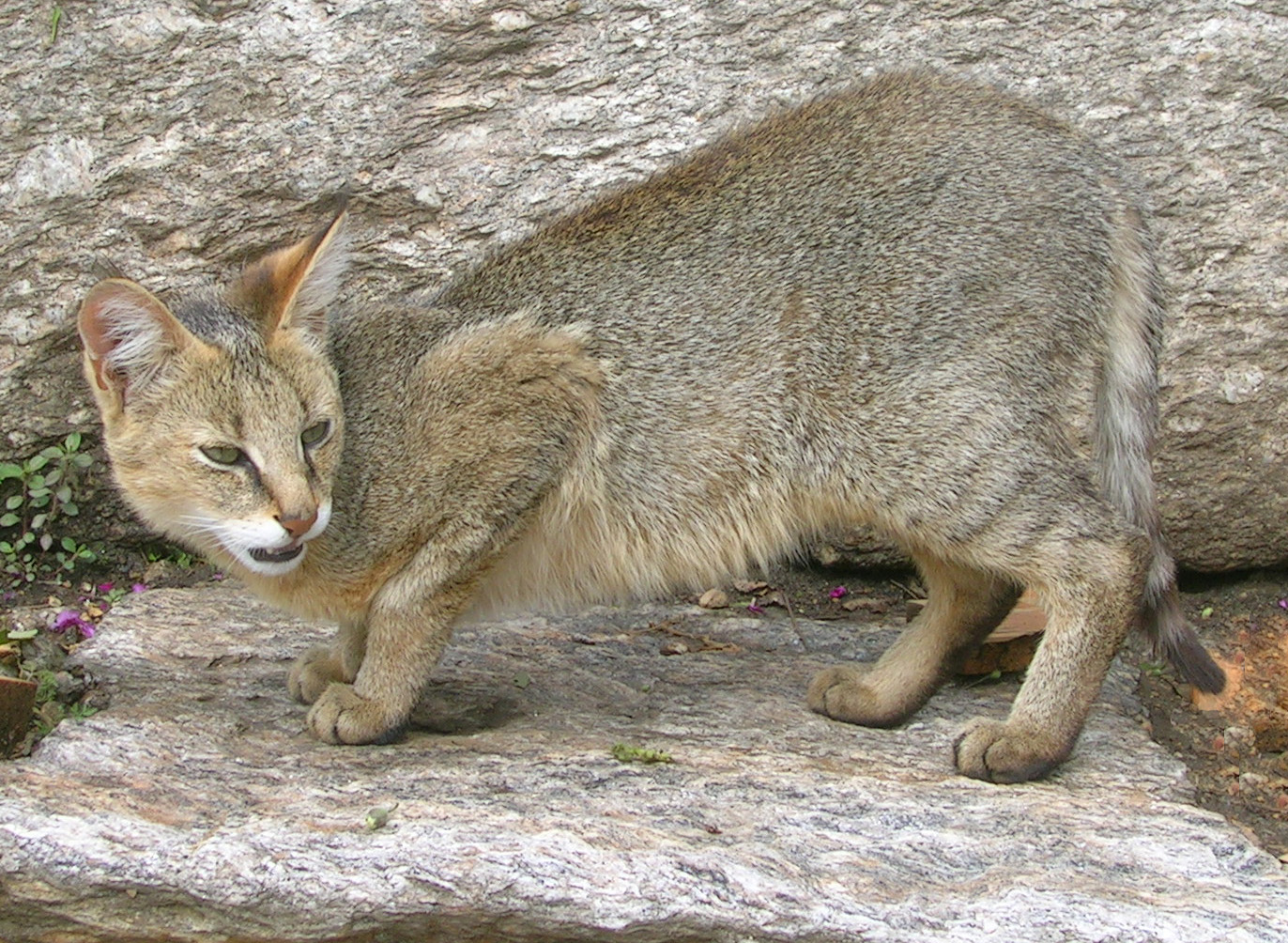
Кіт очеретяний (Felis chaus)
Кіт чорноногий (Felis nigripes)
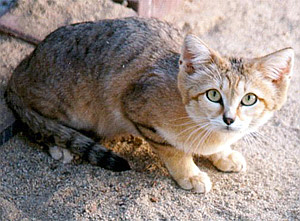
Кіт барханний (Felis margarita)
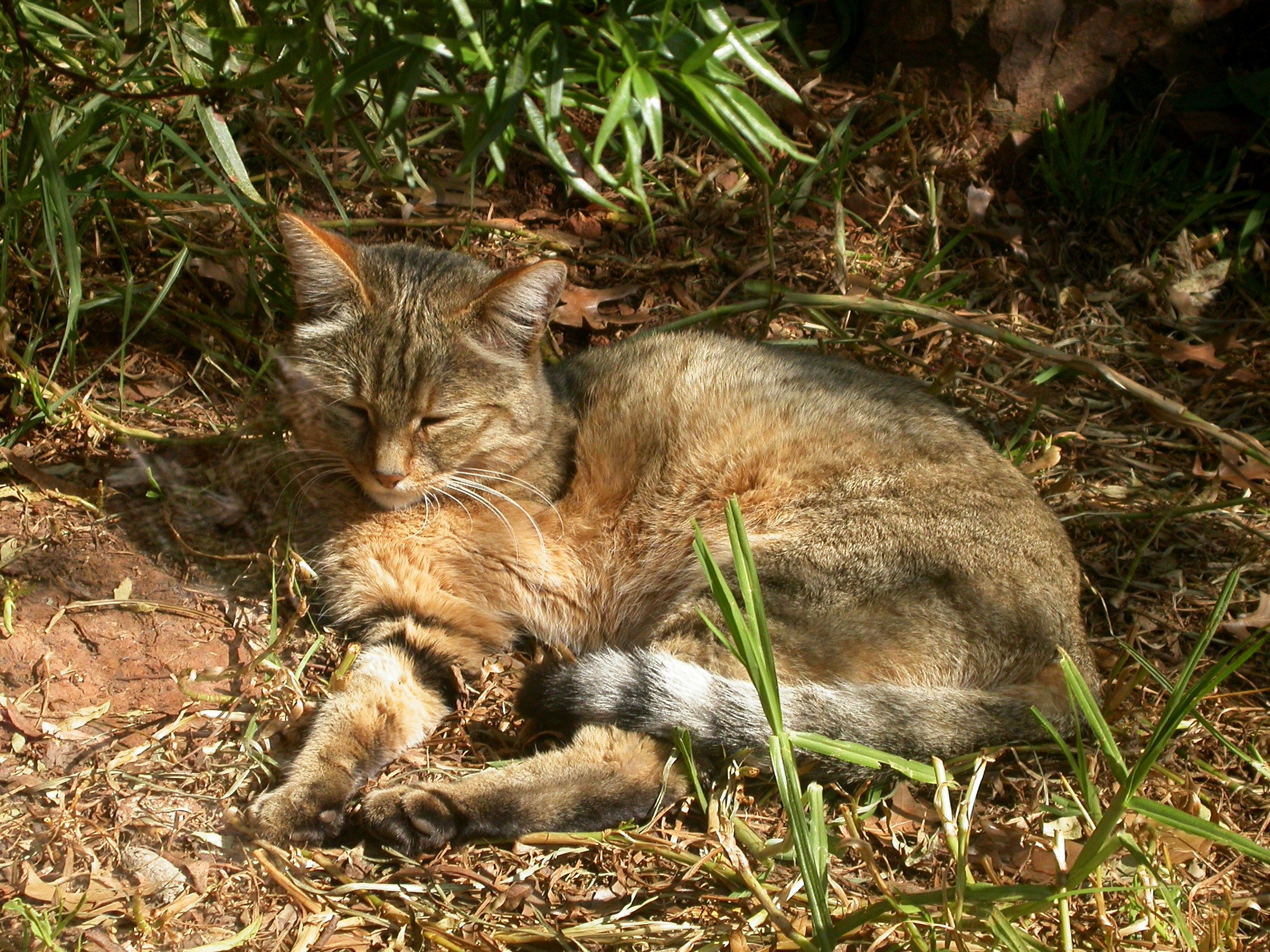
Кіт степовий (Felis lybica)
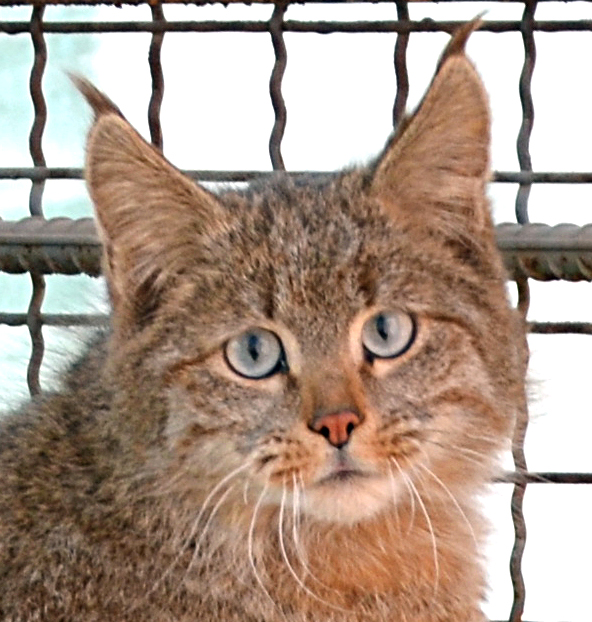
Кіт китайський (Felis bieti)
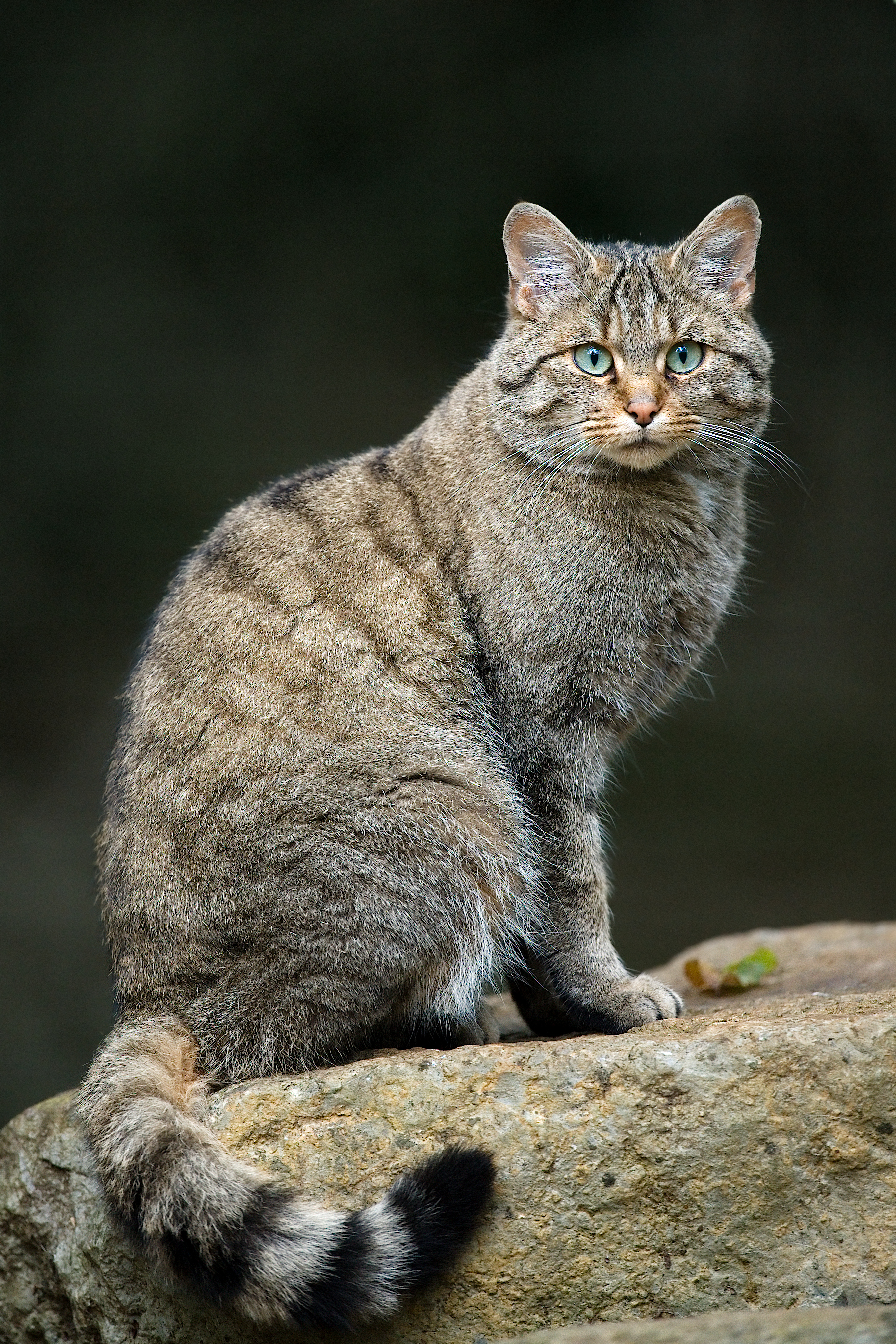
Кіт лісовий (Felis silvestris)